# Aleurolobus exceptionalis
Aleurolobus exceptionalis es un hemíptero de la familia Aleyrodidae, con una subfamilia: Aleyrodinae. Fue descrita científicamente en 1993 por Regu & David.